# Volitve v Estoniji
Volitve v Estoniji so zagotovljene z zakonodajo. Državljani volijo zakonodajni organ na nacionalni ravni - Riigikogu. Ta ima 101 člana, vsi pa so izvoljeni za štiriletni mandat s sorazmerno zastopanostjo. Vodjo države – predsednika – za petletni mandat izvoli parlament (1.–3. krog) ali volilni kolegij (4. in naslednji krogi). Na lokalni ravni Estonija voli lokalne svete, ki se razlikujejo po velikosti. Volilni zakon določa najmanjšo velikost sveta glede na velikost občine. Tudi sveti lokalnih skupnosti so izvoljeni po proporcionalni zastopanosti.
- Najmanjše število članov sveta je predpisano na najmanj 7 sedežev
- Več kot 2000 prebivalcev: najmanj 13 sedežev
- Več kot 5000 prebivalcev: najmanj 17 sedežev
- Več kot 10.000 prebivalcev: najmanj 21 sedežev
- Več kot 50.000 prebivalcev: najmanj 31 sedežev
- Več kot 300.000 prebivalcev: najmanj 79 sedežev

Estonija ima večstrankarski sistem s številnimi političnimi strankami. Pogosto nobena nima možnosti, da bi sama potrebno parlamentarno večino in morajo zato sodelovati pri oblikovanju koalicijskih vlad.
Javne volitve so potekale v naslednjih letih: Pretekle volitve:
- Riigikogu (parlament): 1920, 1923, 1926, 1929, 1932, 1936, 1938, 1940, 1992, 1995, 1999, 2003, 2007, 2011, 2015, 2019
- Krajevni/občinski: 1993, 1996, 1999, 2002, 2005, 2009, 2013, 2017
- Evropski parlament: 2004, 2009, 2014, 2019
- Referendumi: 2003 (EU)
- Predsednik: 1992 (predsedniške volitve od leta 1996 potekajo v Riigikogu ali volilnem kolegiju)

## Evropske volitve
- Volitve v Evropski parlament, 2004
- Volitve v Evropski parlament, 2009
- Volitve v Evropski parlament, 2014
- Volitve v Evropski parlament, 2019

## Referendumi
Ustava Estonije daje parlamentu pristojnost, da predloži predlog zakona ali drugo nacionalno vprašanje na referendum (105. člen Ustave). Izid glasovanja je zavezujoč. Če predlog zakona, o katerem se na referendumu glasuje, ne dobi večine glasov za, predsednik republike razpiše predčasne volitve v parlament.
Obstaja nekaj vprašanj, ki jih ni mogoče podati na referendum: vprašanja v zvezi s proračunom, obdavčitvijo, finančnimi obveznostmi države, ratifikacijo in odpovedjo mednarodnih pogodb, razglasitvijo ali prenehanjem izrednega stanja ali obrambo države (105. Ustava).
Nekatere dele ustave (poglavji »Splošne določbe« in »Sprememba Ustave«) je mogoče spreminjati le z referendumom (162. člen Ustave ). Preostali del ustave je mogoče spremeniti z
- referendumom;
- dvema zaporednima članstvoma v Parlamentu;
- parlament, če je nujno (163. člen Ustave[1]).

Za vložitev predloga zakona o spremembi ustave na referendum (164. člen Ustave ) je potrebna tripetinska večina članov DZ.
Parlament Estonije je, odkar je Estonija ponovno pridobila neodvisnost od ZSSR, dvakrat razpisal referendum.
- referendum o novi ustavi in državljanstvu leta 1992
- Estonski referendum o članstvu v Evropski uniji leta 2003

Prav tako je bil leta 1991 izveden referendum o obnovitvi estonske neodvisnosti, ko je bila Estonija še pod sovjetsko okupacijo.